# Fuhr (Solingen)
Fuhr ist ein aus einer Hofschaft hervorgegangener Ortsteil der bergischen Großstadt Solingen.

## Lage und Beschreibung
Fuhr liegt auf einem Höhenrücken südlich des Nümmener Bachtals im Osten des Solinger Stadtteils Wald nahe der Grenze zum Stadtteil Gräfrath. Durch den Ort verläuft die nach ihm benannte Fuhrstraße. Im westlichen Bereich zweigen einzelne Stichstraßen mit dem Namen Fuhr von der Straße ab. Dort, wo noch einzelne Fachwerk- und Schieferhäuser erhalten sind, befand sich die einstige Hofschaft Fuhr. Im östlichen Bereich befindet sich eine in den 1970er Jahren errichtete Großwohnsiedlung an der Scheler-, der Jaspers- und der Hartmannstraße. Im Norden wird der Ort durch die Korkenziehertrasse gegrenzt, eine zum Radwanderweg umgebaute ehemalige Eisenbahnstrecke. 
Benachbarte Orte sind bzw. waren (von Nord nach West): Eschbach, Ehrener Mühle, Apfelbaum, Eckstumpf, Hahnenhaus, Demmeltrath, Strauch, Delle, Westersburg, Lindersberg und Buckert.  

## Etymologie
Der Ortsname könnte von dem Wort Fahren oder Fahrweg (unter anderem für Pferdegespanne) abgeleitet sein.

## Geschichte
Fuhr hat als bergische Hofschaft mindestens schon im 15. Jahrhundert bestanden. Der Ortsname ist als up der Voeren im Jahre 1492 das erste Mal urkundlich erwähnt worden. In dem Kartenwerk Topographia Ducatus Montani von Erich Philipp Ploennies, Blatt Amt Solingen, aus dem Jahre 1715 ist der Ort mit einer Hofstelle verzeichnet und als Fuhr benannt. Der Ort gehörte zur Honschaft Itter innerhalb des Amtes Solingen. Die Topographische Aufnahme der Rheinlande von 1824 verzeichnet den Ort als Fuhr und die Preußische Uraufnahme von 1844 ebenfalls als Fuhr. In der Topographischen Karte des Regierungsbezirks Düsseldorf von 1871 ist der Ort erneut als Fuhr verzeichnet.
Nach Gründung der Mairien und späteren Bürgermeistereien Anfang des 19. Jahrhunderts gehörte Fuhr zur Bürgermeisterei Wald, die 1856 das Stadtrecht erhielt. 1815/16 lebten 63, im Jahr 1830 71 Menschen in Fuhr, das auch Vohr genannt wurde. 1832 war der Ort Teil der Ersten Dorfhonschaft innerhalb der Bürgermeisterei Wald, dort lag er in der Flur II. (Holz). Der nach der Statistik und Topographie des Regierungsbezirks Düsseldorf als Hofstadt kategorisierte Ort besaß zu dieser Zeit neun Wohnhäuser und neun landwirtschaftliche Gebäude. Zu dieser Zeit lebten 62 Einwohner im Ort, davon acht katholischen und 54 evangelischen Bekenntnisses. Die Gemeinde- und Gutbezirksstatistik der Rheinprovinz führt den Ort 1871 mit 17 Wohnhäusern und 106 Einwohnern auf. Im Gemeindelexikon für die Provinz Rheinland von 1888 werden für Fuhr 19 Wohnhäuser mit 104 Einwohnern angegeben. 1895 besitzt der Ortsteil 16 Wohnhäuser mit 86 Einwohnern, 1905 werden 17 Wohnhäuser und 82 Einwohner angegeben.
Im Jahre 1887 wurde direkt nördlich am Ort vorbei die Bahnstrecke Solingen–Wuppertal-Vohwinkel trassiert. Bei Fuhr nahm die Strecke von Wald her kommend eine Biegung in östliche Richtung, um das Nümmener Bachtal zu umgehen. Mit der Städtevereinigung zu Groß-Solingen im Jahre 1929 wurde Fuhr ein Ortsteil Solingens. 

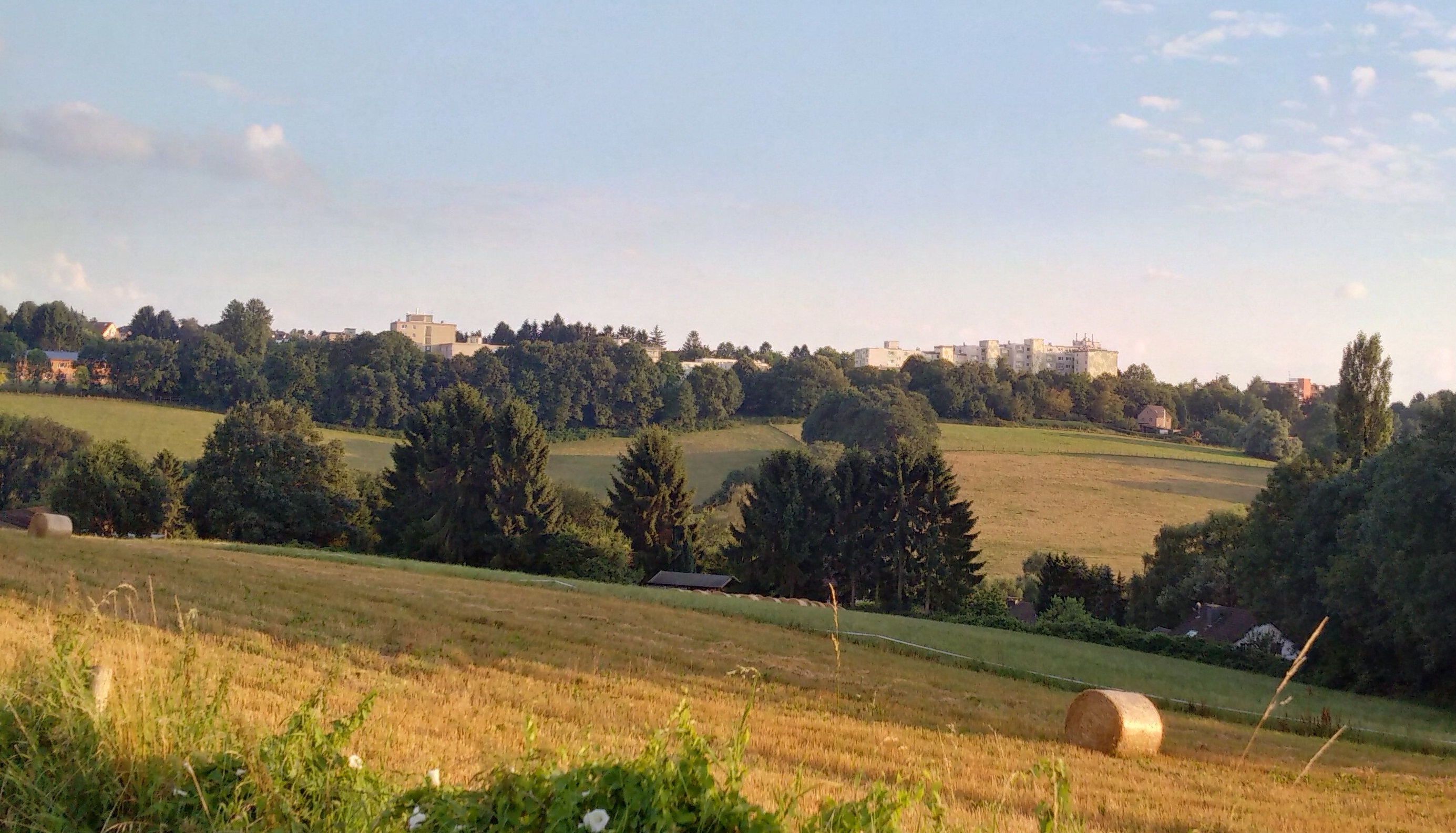
Blick auf die Hochhäuser an der Fuhr

Zu Beginn der 1930er Jahre wurde durch den Ort die Fuhrstraße gebaut, die als Verbindungsstraße zwischen Ehren- und Grenzstraße (seit 1935 Heresbachstraße) diente. Bis in die Nachkriegszeit nach dem Zweiten Weltkrieg behielt der Ort seinen Hofschaftscharakter durch seine Streubesiedlung bei. Die Umgebung wurde teils noch landwirtschaftlich genutzt.  
In besonderem Maße veränderte sich das Erscheinungsbild der Fuhr durch den Bau der Großwohnsiedlung an der neu angelegten Scheler-, Jaspers- und der Hartmannstraße in den 1970er Jahren. Die Großwohnsiedlung entwickelte sich durch niedrige Mieten rasch zu einem bevorzugten Siedlungsgebiet für Geringverdiener sowie für Aussiedler- und Spätaussiedlerfamilien. Zur Bekämpfung der sozialen Probleme in dem Ortsteil bildete sich im Jahre 1976 die Fuhrgemeinschaft e. V. als Jugend- und Kultureinrichtung mit einem breiten Angebot. Seit dem 22. Januar 1985 steht die Haustür des historischen Fachwerkhauses Fuhr 5 unter Denkmalschutz.